# Tilly-sur-Seulles
Tilly-sur-Seulles er en kommune i departementet Calvados i regionen Basse-Normandie i det nordvestlige Frankrig.

## Historie
Tilly-sur-Seulles var omkæmpet i Operation Perch i forbindelse med slaget om Caen i juni 1944 efter de allierede invasion på D-dag

## Monumenter og seværdigheder
- Kapellet Notre-Dame-du-Val (museum om slaget i byen).
- Saint-Pierre kirken (romansk).
- Middelalderlig bro
- Resterne af slottet i Tilly-sur-Seulles.
- Gammel offentlig vaskeplads.